# Bruno Marioni
Bruno Marioni (* 15. Juni 1975 in Paraná), geboren als Bruno Giménez und auch bekannt unter dem Spitznamen El Barullo, ist ein ehemaliger argentinischer Fußballspieler auf der Position des Stürmers.

## Leben
Der bei seiner Geburt nach dem Familiennamen seiner Großmutter väterlicherseits benannte Bruno Giménez begann seine Profikarriere 1995 bei den Newell’s Old Boys, wo er bis 1997 unter Vertrag stand. Nach einem kurzfristigen Gastspiel bei Sporting Lissabon im Jahr 1998 kam Giménez nach Argentinien zurück und spielte für Estudiantes de La Plata und Independiente. Es war zu jener Zeit, als er 1999 den Familiennamen seines Großvaters väterlicherseits, Marioni, erhielt.
2001 ging er nach Spanien, wo er zunächst 13 Spiele für den FC Villarreal und anschließend 44 Spiele für den CD Teneriffa absolvierte.
Die letzten sechs Jahre seiner aktiven Laufbahn verbrachte er von Anfang 2004 bis Ende 2009 in Mexiko, wo er seine größten Erfolge feierte.
Gleich in seiner ersten Spielzeit, der Clausura 2004, wurde er mit 16 Treffern Torschützenkönig der mexikanischen Fußballliga und hatte somit maßgeblichen Anteil am Meistertitel des Club Universidad Nacional. Ende 2005 erreichte er mit den Pumas die Finalspiele um die Copa Sudamericana, die – nach zweimal 1:1 – erst im Elfmeterschießen mit 3:4 gegen die Boca Juniors verloren wurden. Dass die Pumas die Entscheidung überhaupt bis ins Elfmeterschießen hinauszögern konnten, war Marioni zu verdanken, dem in der hitzigen Atmosphäre der Bombonera der Ausgleichstreffer zum 1:1-Endstand per Elfmetertreffer gelang und der im anschließenden Elfmeterschießen ebenfalls verwandeln konnte. Darüber hinaus war Marioni mit insgesamt sieben Treffern auch Torschützenkönig dieses Turniers. Ein Jahr später gewann er in der Apertura 2006 noch einmal die Torjägerkanone Mexikos, diesmal in Reihen des Deportivo Toluca FC.
2008 nahm er mit dem CF Pachuca an der FIFA-Klub-Weltmeisterschaft teil, die Pachuca mit dem vierten Platz abschloss. Ende 2009 beendete er seine aktive Laufbahn in Reihen der Estudiantes Tecos.

## Erfolge

### Persönlich
- Torschützenkönig der mexikanischen Primera División: Clausura 2004, Apertura 2006
- Torschützenkönig der Copa Sudamericana: 2005

### Verein
- Mexikanischer Meister: Clausura 2004[2]
- Copa Sudamericana: Finalist 2005